# Montserrat Banegas Vila
Montserrat Banegas Vila (Flix, Ribera d'Ebre, 18 de febrer de 1974) és una escriptora catalana.
És llicenciada en ciències polítiques. Va completar la seva formació amb estudis de postgrau en teoria política a Barcelona, on actualment viu i treballa. El 2008 va debutar amb la novel·la Una dona incòmoda. El 2010 va escriure la seva segona novel·la Dobles parelles. Totes dos novel·les estan editades per l'editorial Proa. Inclosa a l'antologia Veus de la nova narrativa catalana (2010). La seva obra ha estat traduïda a l'italià.